# Фёдоровское (Сонковский район)
Фёдоровское — деревня в Сонковском районе Тверской области России. Входит в состав Беляницкого сельского поселения.

## География
Деревня находится в восточной части Тверской области, в подзоне южной тайги, на правом берегу реки Почеповка, при автодороге 28Н-1534, на расстоянии примерно 12 км (по прямой) к юго-западу от посёлка городского типа Сонково, административного центра района. Абсолютная высота — 200 м над уровнем моря.

### Климат
Климат характеризуется как умеренно континентальный, с относительно прохладным влажным летом и умеренно мягкой снежной зимой. Среднегодовая температура воздуха — 2,6 °C. Минимальная температура воздуха в зимний период — −34 °C, максимальная температура воздуха летнего периода — 36 °С. Годовое количество атмосферных осадков составляет 450—650 мм, из которых большая часть выпадает в тёплый период. Среднегодовая скорость ветра — 2 м/с.

### Часовой пояс
Деревня Фёдоровское, как и вся Тверская область, находится в часовой зоне МСК (московское время). Смещение применяемого времени относительно UTC составляет +3:00.

## Население
| 2010 |
| ---- |
| 63   |

### Национальный состав
Согласно результатам переписи 2002 года, в национальной структуре населения русские составляли 98 % из 87 чел.